# Microrégion du Salgado
Pour les articles homonymes, voir Salgado.

Localisation de la microrégion du Salgado

La microrégion du Salgado est l'une des cinq microrégions qui subdivisent le Nord-Est de l'État du Pará au Brésil.
Elle comporte 11 municipalités qui regroupaient 238 830 habitants en 2006 pour une superficie totale de 5 785 km2.

## Municipalités[1]
- Colares
- Curuçá
- Magalhães Barata
- Maracanã
- Marapanim
- Salinópolis
- São Caetano de Odivelas
- São João da Ponta
- São João de Pirabas
- Terra Alta
- Vigia